# Planeta Rica (ort)
Planeta Rica är en ort i Colombia.   Den ligger i kommunen Planeta Rica och departementet Córdoba, i den nordvästra delen av landet, 500 km norr om huvudstaden Bogotá. Planeta Rica ligger 113 meter över havet och antalet invånare är 37 297.
Terrängen runt Planeta Rica är huvudsakligen platt. Planeta Rica ligger uppe på en höjd. Runt Planeta Rica är det ganska tätbefolkat, med 67 invånare per kvadratkilometer. Det finns inga andra samhällen i närheten. Omgivningarna runt Planeta Rica är huvudsakligen savann.